# Amanda Jansson
Amanda Ragnhild Isabell Jansson (født 26. april 1990) er en svensk skuespillerinde.
Jansson voksede op i Skärplinge i Uppland. Hun gik på folkehøjskole i Svalöv og Teaterhögskolan i Luleå, hvor hun dimitterede i 2016.
Jansson er for eksempel berømt for sin rolle som Sara i tv-serien Den tynde blå linje. Hun har også medvirket i serierne Midnattssol, Rebecka Martinsson, Familien Löwander og Beck.

## Filmografi
- Midnattssol (tv-serie, 2016)
- Rebecka Martinsson (tv-serie, 2017)
- Familien Löwander (tv-serie, 2019)
- Beck (tv-serie, 2020)
- Natrytterne (tv-serie, 2020)
- Den tynde blå linje (tv-serie, 2021-2024)